# Wilhelm-Wisser-Schule
Die Wilhelm-Wisser-Schule (selbstgewähltes Akronym: WWS, umgangssprachliche Kurzform: Wisser-Schule) ist eine Gemeinschaftsschule im schleswig-holsteinischen Kreis Ostholstein, die sich in Trägerschaft der Stadt Eutin befindet. Die Schule ist mit ihren 560 Schülern, die von ungefähr 50 Lehrkräften unter der Leitung von Sven Ulmer betreut werden, nach dem Gymnasialprofessor sowie Märchen- und Mundartforscher Wilhelm Wisser benannt.

## Standorte

### Aktuelle Situation
Die weiterführende Schule verfügt über zwei Standorte in der Stadt Eutin, die sich einmal an der Elisabethstraße als Hauptstandort „Berg“ sowie an der Lübschen Koppel als Standort „See“ aufgrund der Nähe zum kleinen Eutiner See befinden und 300 m Luftlinie voneinander entfernt liegen.
Im Dezember 2023 wurde das Hauptgebäude durch Brandstiftung in Mitleidenschaft gezogen, der Schaden wurde auf etwa 150.000 Euro geschätzt. Zwei ehemalige Schüler der Schule wurden für die Tat verurteilt.

### Zukunft

#### Standorte Eutin - Stand April 2025
Aufgrund eines geplanten Neubaus für die Gustav-Peters-Grundschule am Standort See (Lübsche Koppel 7) - voraussichtliche Kosten ca. 55 Mio. Euro - wird die WWS ihren Gebäudeteil für die Jahrgänge 5/6 verlieren. Es ist dann geplant, diese Klassen in Mobilbauten (54,13952 Grad N, 10,59727 Grad O) unterzubringen und mit den Planungen für einen Schulneubau am dann ehemaligen Standort der Gustav-Peters-Schule (Standort Blaue Lehmkuhle) zu beginnen. Kostenschätzungen liegen zu diesem Zeitpunkt nicht vor.

## Angebote und Schulabschlüsse
Alle Schüler haben die Möglichkeit die Schulabschlüsse ESA nach 9 Schuljahren und MSA nach 10 Schuljahren zu erreichen, wobei letzterer auch den Übergang in eine gymnasiale Oberstufe ermöglicht. Hierbei besteht eine Kooperation zu der berufsbildenden Schule in Eutin, die sich in Trägerschaft des Kreises Ostholsteins befindet.
Weitere Angebote an der Schule sind:
- Eine offene Ganztagsschule (kurz: OGS)[7]
- Ein Schulverein[8]
- Ein DaZ-Zentrum für Schülerinnen und Schüler, deren Muttersprache nicht die Deutsche ist[9]
- Jeweils eine Bläserklasse in den 5.-, 6. und 7.-Jahrgängen[10]
- Eine Begabtenförderung[11]
- Eine Schulbücherei[12]
- Die Streit-Mediation durch gleichaltrige Konfliktlotsen[13]